# Gloeochaetaceae
Famille
La famille des Gloeochaetaceae est une famille d'algues  de l’ordre des Glaucocystales, de l'embranchement des Glaucophyta. 

## Liste des genres
Selon AlgaeBase (18 mars 2020) et BioLib (18 mars 2020) :
- genre Gloeochaete Lagerheim, 1883